# Jon Lord

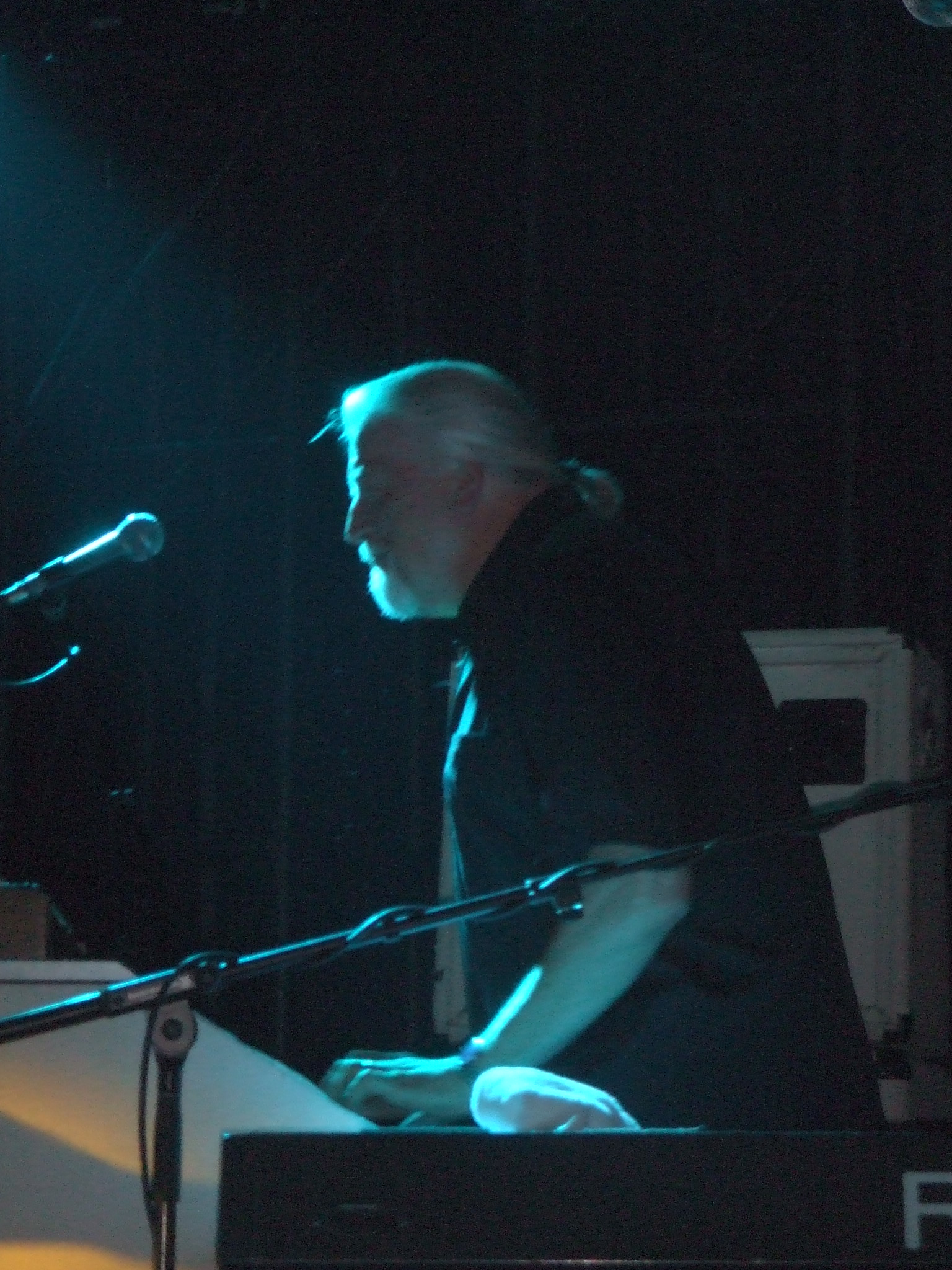
Jon Lord în 2007

Jonathan „Jon” Douglas Lord (n. 9 iunie, 1941, Leicester, d. 16 iulie 2012, Londra ) a fost un compozitor și claviaturist englez specializat atât în orga Hammond cât și în pian.
Lord este recunoscut pentru soundul de blues-rock, dar este privit și ca un pionier în domeniul fusion rockului. Este cel mai cunoscut ca membru al trupei Deep Purple, dar și al altor formații ca Whitesnake, Paice, Ashton & Lord, The Artwoods și Flower Pot Men. A lucrat și cu numeroși artiști, de exemplu cu Graham Bonnet.
În 1968 Lord a fost unul dintre fondatorii grupului Deep Purple. El și bateristul Ian Paice au fost singurii membri constanți ai trupei în perioada 1968-1976 dar și de la reunirea din 1984 până ce Lord a părăsit formația în 2002.
Una dintre cele mai reușite compoziții ale sale a fost Concerto for Group and Orchestra, care a fost cântată live în 1969 la Royal Albert Hall cu Deep Purple și Royal Philharmonic Orchestra. Concertul a fost reluat în 1999 pentru a aniversa 30 de ani de la apariție, din nou la Royal Albert Hall tot cu Deep Purple dar cu London Philharmonic Orchestra.
În 2002 Lord s-a retras din Deep Purple pentru totdeauna. În 2008 a atins succesul ca și compozitor clasic când lucrarea sa Durham Concerto a intrat în topul albumelor clasice.
A decedat în cursul zilei de 16 iulie 2012, la 71 de ani, din cauza unei embolii pulmonare, după ce în 2011 a fost diagnosticat cu o formă de cancer pancreatic.